# Institut Català de les Empreses Culturals
L'Institut Català de les Empreses Culturals (ICEC), connu jusqu'en 2011 sous le nom d'Institut Català de les Indústries Culturals (ICIC), est une institution relevant du Ministère de la culture de la Generalitat de Catalogne (en catalan: Departament de Cultura de la Generalitat de Catalunya). Il a pour but la promotion du développement économique et commercial du secteur culturel, et encourage une plus grande consommation culturelle et une plus grande diffusion commerciale de la culture catalane. Il est également responsable de la Filmoteca de Catalunya . Depuis le 16 janvier 2013, sa directrice est Teresa Enrich remplaçant le directeur sortant Gorka Knörr qui occupait le poste depuis juillet 2012 .
L'institution a été créé en 2000 pour promouvoir le secteur économique lié au domaine culturel en créant une série de bourses et de subventions pour la production et la diffusion de projets et d'événements culturels catalans .